# Elleanthus glaucophyllus
Elleanthus glaucophyllus är en orkidéart som beskrevs av Rudolf Schlechter. Elleanthus glaucophyllus ingår i släktet Elleanthus och familjen orkidéer. Inga underarter finns listade i Catalogue of Life.